# جون ماكدويل ليفيت
جون ماكدويل ليفيت (بالإنجليزية: John McDowell Leavitt)‏ (1824 - 1909)؛ شاعر، محامي وروائي أمريكي.